# FCRL2
البروتين الشبيهة بمستقبل Fc-2 (بالإنجليزية: Fc receptor-like protein 2)‏ ومختصره (FCRL2) هو بروتين موجود عند الإنسان ومشفر بالمورثة FCRL2.كما أن له دور تنظيمي في نمو الخلية البائية أو الخلايا الليمفاوية البائية الطبيعية والأورام ، يتم التعبير عنه في الأعضاء الليمفاوية الثانوية والطحال والعقد الليمفاوية. كما أن له دور لأنسجة اللوزتين ، بالإضافة إلى أنه بروتين مرتبط بنقل الغلوبولين المناعي ،يشفر هذا الجين عضوًا من عائلة مستقبلات الغلوبولين المناعي وهو واحد من عدة بروتينات جليكوبروتينات شبيهة بمستقبلات Fc متجمعة على الذراع الطويلة للكروموسوم 1. يحتوي البروتين المشفر على أربعة مجالات غلوبولين مناعي من النوع C2 خارج الخلية ، ومجال عبر الغشاء ومجال سيتوبلازمي يحتوي على عزر تنشيط واحد للمستقبلات المناعية - التيروزين واثنين من الأشكال المثبطة للمستقبلات المناعية - التيروزين. قد يكون هذا البروتين علامة تنبؤية لسرطان الدم الليمفاوي المزمن. تم وصف متغيرات النسخ المقسمة بشكل بديل ، ولكن لم يتم تحديد صحتها البيولوجية
و بشكل عام فقد انتشرت أبحاث منذ 2009حتى 2016 تعرفت على أعضاء عائلة البروتينات الشبيهة بمستقبلات Fc (FcRL) ، المتماثلة مع FcγRI ، بواسطة مجموعات بحثية متعددة. وبالتالي ، فقد تم وصفها باستخدام تسميات متعددة بما في ذلك متماثلات مستقبلات Fc (FcRH) ، والجينات المرتبطة بنقل مستقبلات الغلوبولين المناعي (IRTA) ، والجينات المرتبطة بالغلوبيولين المناعي (IFGP) ، و Src homology 2 المحتوية على المجال البروتينات المرساة الفوسفاتيز ( SPAP) والخلايا البائية المتشابكة من خلال تسلسل تنشيط M المضاد للغلوبولين المناعي (BXMAS). يشار إليهم الآن تحت تسمية موحدة باسم FCRL. تم تحديد ثمانية جينات بشرية مختلفة من FCRL ، يبدو أن جميعها مرتبطة بجينات عائلة الغلوبولين المناعي (IgSF) لجزيئات الالتصاق الخلوي. تتكون هذه البروتينات السكرية عبر الغشاء من النوع 1 من مجموعات مختلفة من 5 أنواع من المجالات الشبيهة بالجلوبيولين المناعي ، مع كل بروتين يتكون من 3 إلى 9 مجالات ، ولا يوجد نوع مجال فردي محفوظ في جميع بروتينات FCRL. لا تزال الروابط لغالبية FCRLs غير معروفة. بشكل عام ، يقتصر تعبير FCRL على الخلايا الليمفاوية ويتم التعبير عنه بشكل أساسي في الخلايا الليمفاوية B ، مما يدعم مشاركة FCRL في مجموعة متنوعة من الاضطرابات المناعية. تقوم معظم FCRLs وظيفيًا بقمع تنشيط الخلايا البائية ؛ ومع ذلك ، قد يكون لديهم أدوار مزدوجة في وظائف الخلايا الليمفاوية لأن هذه البروتينات غالبًا ما تمتلك عناصر تنشيط التيروزين المناعي (ITAM) والعناصر المثبطة (ITIM). بدأت الوظائف البيولوجية لبروتينات FCRL المعترف بها حديثًا في الظهور ، وقد توفر البصيرة اللازمة لفهم الفيزيولوجيا المرضية لاضطرابات الخلايا الليمفاوية وعلاج أمراض المناعة المختلفة 